# 朱伸䌍
弘農王朱伸䌍（16世紀—1604年前），明朝慶藩第六代弘農王，弘農恭順王朱倪𩵑的嫡長子。

## 生平
萬曆十年（1582年），封弘農長子。萬曆十七年（1589年），弘農恭順王朱倪𩵑去世。
萬曆二十年（1592年），宁夏致仕副總兵哱拜發動叛亂。朱伸䌍義氣激烈，在城破之日捉拿了參與叛亂的頭領之一何應時，將其交送軍門以押解進京獻俘。叛亂平定後，朱伸䌍受到明神宗的表彰，得以建立牌坊。
萬曆二十一年（1593年）四月，朱伸䌍襲封弘農王。萬曆三十二年（1604年）前，朱伸䌍去世。嫡長子朱帥鍠襲爵。

## 家庭

### 妻
- 李氏，寧夏中衛指揮李麒女，萬曆二十一年（1593年）四月冊為弘農王妃[3]。

### 子
- 嫡長子：弘農長子→弘農恭順王朱帥鍠
- 第二子：鎮國將軍朱帥鈔
- 第三子：鎮國將軍朱帥鉞[2]